# Хазал Филиз Кючюккьосе
Хазал Филиз Кючюккьосе (на турски: Hazal Filiz Küçükköse) е турска актриса. Най-известните ѝ роли са на Лейля в сериала „Прости ми“ и на Зейнеп в сериала „Черна любов“.

## Биография
Хазал Филиз е родена на 9 февруари 1988 г. в Анкара, Турция. Баща ѝ е държавен служител; има двама братя и две сестри, от които една сестра близначка.
Учи биология трета степен в Университета на Къръккале, но се отказва и записва химия в университета в Анкара. Тя признава, че всъщност голямата ѝ страст са модата и актьорството. През 2009 започва да взима уроци по актьорско майсторство, а по-късно следва специалност „Театър“ в университета в Анкара.

## Кариера
С помощта на свой приятел през 2009 се включва в първия сезон на тийн драмата „Морска звезда“ в ролята на Гьозде. През 2011 се снима в третия сезон на многосерийната поредица „Прости ми“ в ролята на Лейля, която я изстрелва към върха. През следващите години се снима в неуспешни продукции, една от които е „Първороден грях“ през 2014 със Сечкин Йоздемир.
През 2015 се мести в Истанбул заради сериала „Черна любов“. Там играе ролята на Зейнеп – сестра на главния герой. Според много критици, това е един от най-сложните образи в сериала.

## Личен живот
Хазал се запознава със съпруга си на снимачната площадка на сериала „Морска звезда“. Женени са три години, като през 2017 се развеждат.
Актрисата се занимава със спорт – играе баскетбол, ходи на фитнес и изпълнява пилатес упражнения.

## Филмография

### Телевизия
| Година    | Заглавие                        | Роля           |
| --------- | ------------------------------- | -------------- |
| 2009-2010 | „Морска звезда“                 | Гьозде         |
| 2011-2012 | „Сърцето ми избра теб“          | Ада            |
| 2012      | „Стръмна скала“                 | Аслъ           |
| 2014      | „Прости ми“                     | Лейля          |
| 2015-2017 | „Черна любов“                   | Зейнеп Сойдере |
| 2018      | „Мехмед: Завоевателят на света“ | Мелике         |
| 2023      | Мащеха                          |                |

### Филми
| Година | Заглавие          | Роля           |
| ------ | ----------------- | -------------- |
| 2010   | „Съдба“           | Бахар Арсанлъ  |
| 2012   | „Бръсначът Кемал“ | Калисто        |
| 2014   | „Първороден грях“ | Аслъхан Карасу |
| 2016   | „Така или иначе“  | Пери           |